# Pont-Saint-Pierre
Pont-Saint-Pierre é uma comuna francesa na região administrativa da Normandia, no departamento de Eure. Estende-se por uma área de 6,89 km². Em 2010 a comuna tinha 1 165 habitantes (densidade: 169,1 hab./km²).